# Лисандрос Кавтандзоглу
Лисандрос Кавтандзоглу (на гръцки: Λύσανδρος Καυταντζόγλου) е виден гръцки архитект от XIX век.

## Биография
Роден е в 1811 година в главния град на Македония Солун. Семейството му емигрира в Марсилия, където Лисандрос започва образованието си. След това учи в Рим. В 1833 година печели международния архитектурен конкурс на Миланската академия. Последователно става член на академиите в Рим, Болоня, Парма, Милано, Венеция, Лондон, Лисабон, Мадрид, Виена и Филаделфия.
В 1844 година е поканен от гръцкото правителство да започне работа като директор на създаденото Художествено училище към Политехническия университет в Атина, която длъжност заема до 1862 година, когато подава оставка.
В същото време той подготвя архитектурния проект на новия кампус на Политехническия университет, чието строителство е завършено в 1873 година.
Умира на 5 октомври 1885 година в Атина.

## Творчество
Освен работата му към Политехническия университет, сред творбите му в Атина са сградата на Института на благородните девици Арсакио (Αρσάκειο), построен в 1846 – 1852 година, Университетската офталмоложка клиника, построена във византийски стил в периода 1847 – 1854 година, храмът „Света Ирина“, Католическата църква, храмът „Свети Константин“, църквата „Свети Дионисий“, а също така и църквата „Свети Андрей“ в Патра, повече от 15 частни сгради и други. Проектът му за изграждане на гръцки пантеон печели наградата на Френската академия за изящни изкуства, но така и не го осъществява.